# Euphonia concinna
La eufonia del Magdalena (Euphonia concinna) es una especie de ave paseriforme de la familia Fringillidae endémica de Colombia. Anteriormente se clasificaba como el resto de miembros de su género en la familia Thraupidae.

## Distribución y hábitat
Se encuentra únicamente en la mitad superior del valle del río Magdalena, en el oeste de Colombia. Su hábitat natural son los bosques húmedos tropicales y los Bosques secos Tropicales.